# Schistura kloetzliae
Schistura kloetzliae és una espècie de peix de la família dels balitòrids i de l'ordre dels cipriniformes.

## Morfologia
Els mascles poden assolir els 4,7 cm de longitud total.

## Distribució geogràfica
Es troba a Laos i la Xina (Yunnan).